# SN 1982M
SN 1982M – supernowa odkryta 21 lipca 1982 roku w galaktyce A000648-4125. W momencie odkrycia miała maksymalną jasność 19,80m.